# IC 134
IC 134 је појединачна звијезда у сазвјежђу Троугао која се налази на листи објеката дубоког неба у Индекс каталогу.
Деклинација објекта је + 30° 53' 58" а ректасцензија 1h 33m 25,2s. IC 134 је још познат и под ознакама * superimposed on M 33.